# Chvojnica (dopływ Nitry)
Chvojnica – potok w Górach Strażowskich (górny odcinek) i w Kotlinie Górnonitrzańskiej (dolny odcinek) na Słowacji. Prawobrzeżny dopływ górnego toku Nitry. Długość – w zależności od tego, jaki ciek przyjmiemy za źródłowy – 13 do 15 km.
Jeśli przyjąć, że źródłowy ciek Chvojnicy płynie Doliną Čičermanską (słow. Čičermanská dolina), jej źródła znajdują się na południowych stokach góry Čičerman (956 m n.p.m.), na wysokości 780–800 m n.p.m. Spływa generalnie w kierunku południowo-wschodnim. Odcinek górski w wąskiej, głęboko wciętej dolinie, w większości zalesionej (w niej wieś Chvojnica). Na teren Kotliny Górnonitrzańskiej wypływa na wysokości ok. 420 m n.p.m., na wysokości Nitrianskiego Pravna. Płynie przez wieś Malinová, po czym na początku miejscowości Nedožery-Brezany, na wysokości ok. 295 m n.p.m., uchodzi do Nitry.